# Grobmaterialreicher, karbonatischer Mittelgebirgsbach

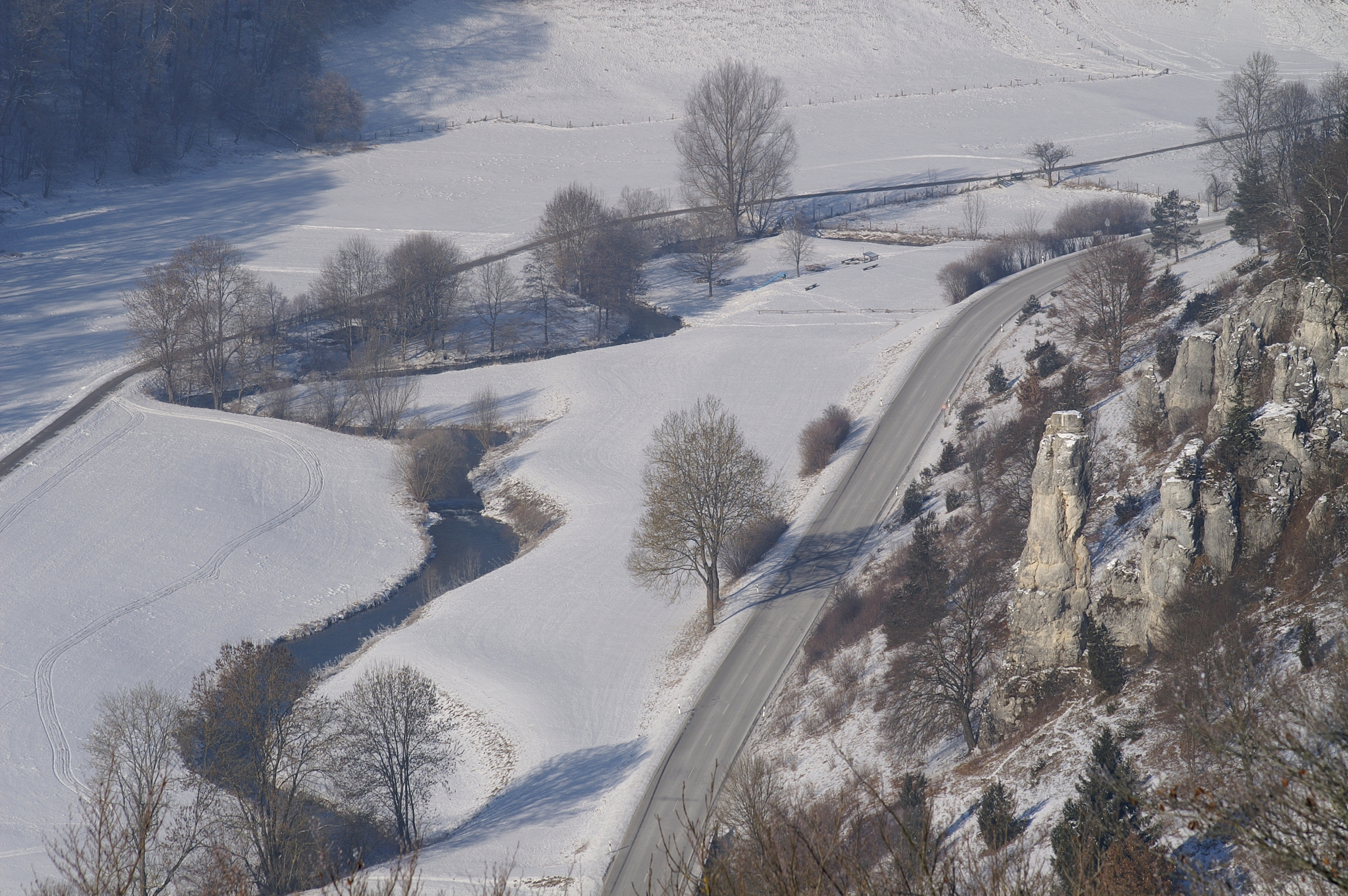
Die Große Lauter, Fließgewässertyp 7

Der Grobmaterialreiche, karbonatische Mittelgebirgsbach (Typ 7) gehört zu den von der LAWA festgelegten Fließgewässertypen.

## Gewässerstruktur
Die Sohle dieser Gewässer besteht hauptsächlich aus Steinen oder Schotter, feinere Materialien wie Sand kommen nur in geringen Mengen an ruhigeren Stellen vor. Manchmal kommt es zu Sinterbildung. Die Gewässer verlaufen gestreckt bis stark geschwungen in unterschiedlichen Talformen. Eine nur temporäre Wasserführung tritt vor allem in Karstgebieten relativ häufig auf, ebenso wie starke Abflussschwankungen und Versickerungsstrecken. Im trockenen Flussbett kann sich dann auch organisches Material wie Falllaub ansammeln.
Grobmaterialreiche, karbonatische Mittelgebirgsbäche sind die kalkreiche Variante der grobmaterialreichen, silikatischen Mittelgebirgsbäche und kommen daher in Kalk- bzw. Kreidegebieten vor. Sie besitzen im Unterschied zu den karbonatischen Mittelgebirgsflüssen ein Einzugsgebiet von weniger als 100 km².

## Flora und Fauna
In den dauerhaft wasserführenden Gewässerabschnitten kommen häufig viele Arten an kalk- und strömungsliebenden Wirbellosen nebeneinander in großer Zahl vor, wie beispielsweise bestimmte Steinfliegen, Köcherfliegenlarven und Kriebelmücken. Auch die Fische sind meist strömungsliebend, wie Bachforelle, Groppe oder Elritze. In den temporären Bächen sind häufig keine oder kaum Fische und nur wenige Wirbellose vorhanden.
An Wasserpflanzen sind in der Regel nur Wassermoose wie das Quellmoos vorhanden.

## Beispiele
- Wipper
- Netra
- Große Lauter